# Kontantkort (mobiltelefon)

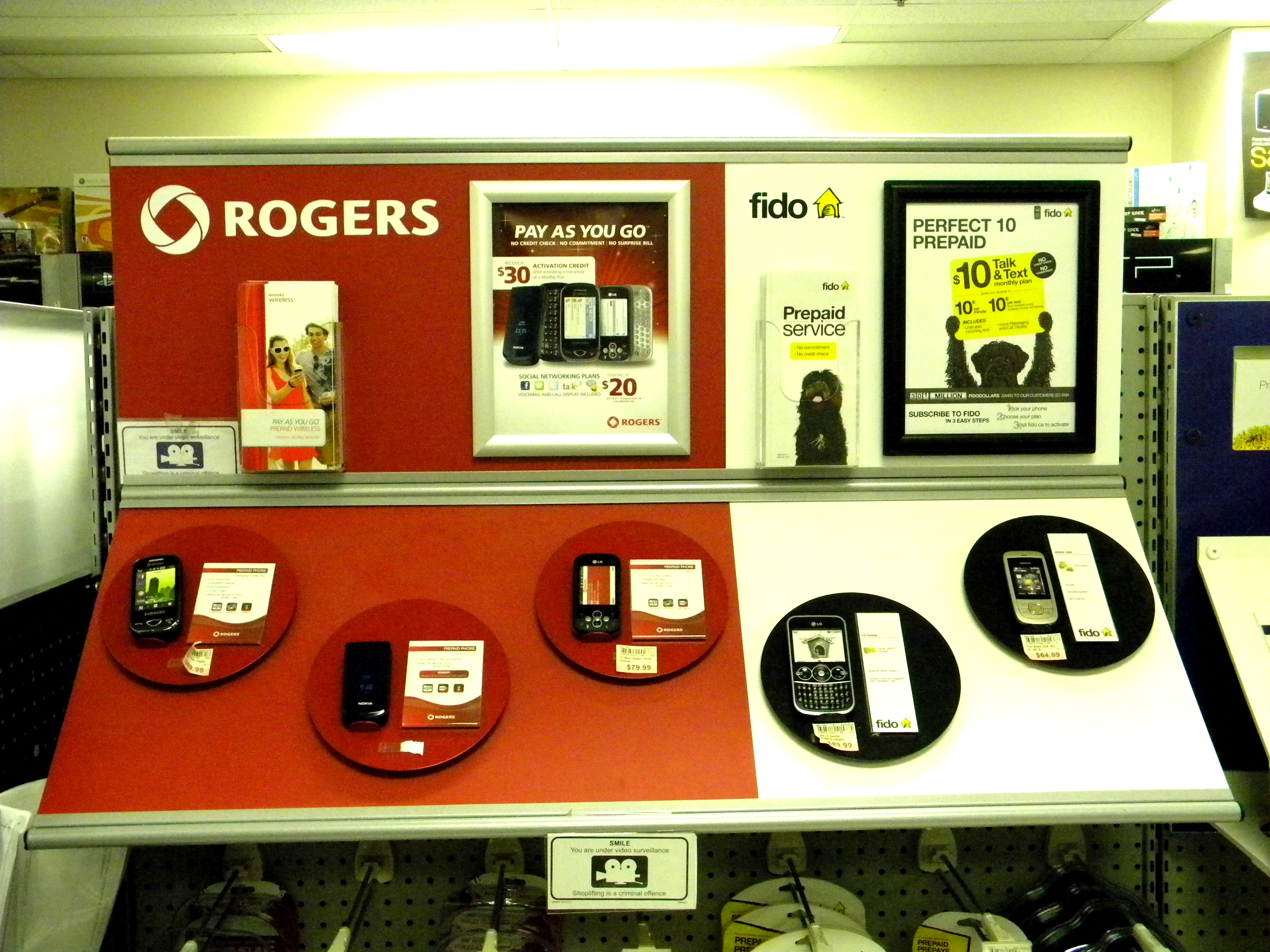
Kontantkortstelefoner, 2011

Kontantkort är ett betalningssätt för användning av mobiltelefoner där pengar betalas i förskott och vid behov, för att sedan användas till avgiftsbelagda tjänster såsom samtalstid och mobilsurf. Till skillnad från abonnemang där man betalar en fast summa varje månad, oavsett användning. Ofta används kontantkort enligt en särskild prislista som kan variera mellan olika mobiloperatörer.

## Historia
Kontantkortet togs ursprungligen fram av den irländska operatören Eircell (nuvarande Vodafone Ireland) under 1990-talet, för att ge nya kundgrupper möjlighet att ringa. Kontantkortet riktade sig till människor som av olika skäl inte kunde skaffa sig fast abonnemang, till exempel för att de saknade fast inkomst, för att de var minderåriga eller för att de saknade identitetshandlingar. Konceptet blev en omedelbar succé, trots de högre samtalspriserna eftersom telefonen regelmässigt var subventionerad. I december 2007 fanns 3 miljarder mobilabonnemang varav ca 60% var kontantkort. Av nya abonnemang var 76% kontantkort. 

## Funktion
Vanligtvis är baspriserna för SMS och samtalstid för kontantkort högre jämfört med ett abonnemang, och mindre surf kan ingå. Samtidigt kan det totalt sett bli billigare med kontantkort för småkonsumenter eftersom användaren inte behöver betala varje månad. Det kan också vara ett ekonomiskt alternativ för turister att köpa kontantkort i det tillresta landet, men det förutsätter att mobiltelefonen inte är operatörslåst. Mot en extra avgift kan det gå att köpa tidsbegränsade prisplaner med lägre avgifter att ladda på, exempelvis om man använder mobiltelefonen mer under några veckor om året. Kontantkort och påfyllning går ofta att köpa via fysiska butiker, vilket möjliggör kontantbetalning. Ofta kan kontantkortet användas åtminstone upp till ett år innan det behöver förnyas. Det sker inte automatiskt, utan användaren behöver själv förnya det. Vissa operatörer kräver enbart att kontantkortet används aktivt (utgående samtal eller liknande) minst en gång om året för att anses giltigt. Om giltighetstiden gått ut och kortet inte förnyas riskerar användaren att förlora både innevarande saldo och telefonnummer.
Förr var man förhindrad att ringa till andra länder med kontantkort, då internationell roaming inte tilläts.[källa behövs]
Anonyma oregistrerade kontantkort anses vara ett viktigt verktyg för journalister i arbetet med att upprätthålla källskyddet. I exempelvis Sverige är det sedan 1 augusti 2022 krav på att alla kontantkort ska vara registrerade.

## Sverige
Kontantkort har funnits på den svenska mobiltelefonimarknaden sedan 1997 och introducerades av mobiloperatören Comviq (slogs ihop med Tele2 samma år) efter inspiration från Italien och Portugal. Svenska kontantkort kan även användas och fyllas på i andra länder enligt särskilda villkor. För mer permanent vistelse i ett annat land krävs ett lokalt kontantkort i landet.

### Registrering av kontantkort
Den 1 augusti 2022 blev det förbjudet med nya anonyma kontantkort i Sverige. Detta då det förekommit att de har använts av kriminella och därmed försvårat för polis och åklagare att utreda brottslig verksamhet. Sedan 1 februari 2023 ska alla kontantkort vara registrerade. Registrering innebär att uppgifterna registreras hos mobiloperatören. Det är uppgifter som telefonnummer, personnamn, adress och personidentifiering (personnummer, samordningsnummer eller liknande).
Kritik mot registrering av kontantkort har framförts av främst kvinno- och tjejjourer runtom i Sverige. Kritik som även polisen anser vara befogad då många våldsutsatta kvinnor lever med skyddad identitet och tidigare kunde vara anonyma med oregistrerade kontantkort. Kritik har även framförts då asylsökande utan svenskt personnummer haft problem med att registrera kontantkort.
Sedan den nya lagen om att alla kontantkort ska vara registrerade, så har vissa butiksägare vittnat om svårigheter med att hjälpa kunder som velat köpa kontantkort och hjälpa kunderna med att registrera kontantkortet på kunden.
År 2023 ansåg polisen att lagen underlättat för polisen att lösa brott, men det framkom även att kriminella utnyttjat gråzoner i lagen och använt sig av "mobilmålvakter". Låtit någon utomstående stå registrerad kortet eller en enskild person vara registrerad på hundratals olika kontantkort. Det är dock inte enbart möjligt med kontantkort, utan även abonnemang.